# Rahim Alhaj
Rahim Alhaj est un artiste iraquien, compositeur et joueur de oud. Il est né à Bagdad vers 1968 et vit aujourd'hui aux États-Unis d’Amérique, dans l'état du Nouveau-Mexique.

## Biographie
Rahim Alhaj a étudié à l'Institut de musique de Bagdad, sous la direction Salim Abdul Kareem et Munir Bashir. Il en sort diplômé en composition en 1990. Il obtient aussi un diplôme de littérature arabe en 1991 à l'université al-Mustansiriya. Il compose des chansons contre la guerre Iran-Irak, ce qui lui vaut d'être emprisonné sous le régime de Saddam Hussein. Réfugié politique, il quitte l'Irak pour la Jordanie et la Syrie, avant de rejoindre les États-Unis en 2000. Il devient citoyen américain en 2008.

## Discographie
- The Second Baghdad, VoxLox Records, 2002
- Iraqi: Music in a Time of War, VoxLox Records, 2003
- Friendship: Oud and Sadaqa String Quartet, Fast Horse Recording, 2005
- When the Soul Is Settled: Music of Iraq
- Home Again, Fast Horse Recordings